# Costas Meghir
Costas (Konstantinos) Meghir (13 de fevereiro de 1959) é um economista greco-britânico.
Graduado pela Universidade de Manchester em 1985. Foi laureado com a Medalha Frisch de 2000, pelo artigo Estimating Labour Supply Responses using Tax Reforms (com Richard Blundell e Alan Duncan). Foi chefe do Departamento de Economia do University College London, de 2004 a 2007. Foi eleito membro da British Academy em 2005.

## Publicações
Meghir tem mais de uma centena de artigos publicados.